# خانگکی
خانگکی (به لهستانی:  Chańki) یک روستا در لهستان است که در گمینا میلیچتسه واقع شده‌است. خانگکی ۳۰ نفر جمعیت دارد.